# Jean-Baptiste Henderickx
Jean-Baptiste Guillaume Henderickx (Brussel, 5 april 1856 – 21 november 1917), gewoonlijk Jean Henderickx, was een Belgisch senator.

## Levensloop
Henderickx was opvallend in de socialistische beweging. Hij stond er ingeschreven als arbeider, maar door zijn huwelijk met Jeanne, Eugénie, Marie de la Rocca was hij ook eigenaar en welstellend. Hij gaf soms als zijn naam Henderickx de la Rocca op.
Hij zou voorzitter geweest zijn van het Bureau van Weldadigheid in Moustier-sur-Sambre en ook voorzitter van het pluimveeverbond in de provincie Namen. Hij was ook kapitein-commandant geweest van de burgerwacht van Sint-Gillis. 
Tegen het einde van de negentiende eeuw was hij erevoorzitter van de Association Libérale van Brussel. Einde 1901 stapte hij over naar de Belgische Werkliedenpartij (BWP). Als eigenaar betaalde hij voldoende belastingen om aan de voorwaarden te voldoen voor een verkiezing in de Senaat, en was dan ook welkom. In 1904 werd hij verkozen als rechtstreeks gekozen senator voor het arrondissement Brussel. Hij vervulde dit mandaat tot in 1912.
In 1906 richtte de socialistische partij een commissie op die de oprichting van een socialistische verzekeringsonderneming moest bestuderen. Henderickx zetelde in die commissie als verslaggever, samen met de volksvertegenwoordigers Louis Bertrand (1856-1943) en Edward Anseele (1856-1938) en nationaal partijsecretaris Georges Maes (1865-1915). Hij legde een enthousiast verslag voor, waarvan de conclusies waren dat de op te richten verzekeringsmaatschappij diensten zou verlenen aan de arbeiders, tegen goedkopere voorwaarden dan de private maatschappijen en tevens winsten zou opleveren waarmee de socialistische partij en andere activiteiten konden ondersteund worden. 
De vennootschap werd in 1907 opgericht en Henderickx werd afgevaardigd bestuurder. Na weinige jaren bleek echter dat hij hiervoor niet bekwaam was en de verzekeraar op de boord van het faillissement stond. Hij werd in 1910 vervangen door Joseph Lemaire, die de Sociale Voorzorg - Prévoyance Sociale saneerde en winstgevend maakte. Henderickx bleef nog twee jaar als senator zetelen en verdween toen uit de partij.